# Юдачі (1937)
Юдачі (Yudachi, яп. 夕立) — ескадрений міноносець Імперського флоту Японії, який брав участь у Другій світовій війні.
Корабель, який став четвертим серед есмінців типу «Сірацую», спорудили у 1937 році на верфі Uraga Dock.
На час вступу Японії до Другої світової війни «Юдачі» належав до 2-ї дивізії ескадрених міноносців, яка 29 листопада 1941-го прибула з Японії до Мако (важлива база ВМФ на Пескадорських островах у південній частині Тайванської протоки). 7 грудня «Юдачі» вийшов у море, а 10 грудня разом зі ще 6 есмінцями та легким крейсером прикривав висадку десанту у Вігані на північно-західному узбережжі острова Лусон (перед доставкою головних сил до затоки Лінгайєн японці висадили на Філіппінах низку допоміжних десантів). Американська авіація атакувала загін та змогла потопити й пошкодити кілька суден та кораблів, проте «Юдачі» не постраждав.
З 17 грудня 1941-го «Юдачі» супроводжував сили вторгнення до Лінгайєн, які здійснили висадку в ніч проти 24 грудня. Разом зі ще 6 есмінцями та легким крейсером він прикривав 2-й транспортний загін, що включав 28 транспортів та рухався з Мако.
На початку січня 1942-го «Юдачі» та три інші есмінці 2-ї дивізії були залучені для прикриття десанту в Нідерландській Ост-Індії на острів Таракан — центр нафтовидобувної промисловості біля північно-східного завершення острова Борнео (всього у цій операції діяли 11 есмінців та 1 легкий крейсер). 6 січня транспорти з військами вийшли з порту Давао на південному узбережжі філіппінського острова Мінданао (був захоплений японцями ще 20 грудня), а в ніч проти 11 січня розпочалась висадка на Таракані.
21 січня 1942-го «Юдачі» разом зі ще 8 есмінцями та легким крейсером розпочали прикриття конвою з десантом, який вийшов з Таракану для оволодіння Балікпапаном (ще один  нафтовидобувної промисловості на східному узбережжі острова Борнео). Цього разу прикриття не впоралось із завданням і під час висадки в ніч проти 24 січня транспорти були атаковані американськими есмінцями, яким вдалось потопити три судна. Втім, захоплення Балкіпапану пройшло успішно. 25 січня «Юдачі» певний час вів на буксирі сторожовий корабель PB-37, який був пошкоджений у бою при Балкіпапані (та в підсумку був визнаний остаточною втратою).
25 лютого 1942-го «Юдачі» разом із трьома іншими есмінцями своєї дивізії вийшов з Купангу (острів Тимор) щоб узяти участь у прикритті транспортів з військами для вторгнення на Яву (всього до цієї операції залучили 2 важкі та 2 легкі крейсери і 16 есмінців). 27 лютого есмінець взяв участь у битві в Яванському морі, перемога в якій дозволила 1 березня висадити десант на сході Яви у Крагані.
16 березня 1942-го «Юдачі» та інші есмінці дивізії прибули до філіппінської затоки Субік-Бей, після чого кілька тижнів діяли у цьому архіпелазі, забезпечуючи блокаду району Маніли (тут до 6 травня тримався гарнізон фортеці Коррехідор) та окупацію острова Себу (центральна частина Філіппін). Станом на початок травня кораблі перебували в Мако, звідки 3—6 перейшли до Японії.
У мідвейській операції «Юдачі» разом з 6 іншими есмінцями та легким крейсером забезпечував охорону загону великих артилерійських кораблів адмірала Кондо.
16 липня 1942-го «Юдачі» та 6 інших есмінців вийшли для супроводу важких крейсерів «Кумано» та «Судзуя», що пройшли через Сінгапур до Бірми в межах підготовки до рейду в Індійський океан. 30 липня крейсери з їхнім супроводом дістались до Мергуй (наразі М'єй на східному узбережжі Андаманського моря).
Втім, через тиждень союзники висадились на сході Соломонових островів, що започаткувало шестимісячну битву за Гуадалканал та змусило японське командування перекидати сюди підкріплення. Як наслідок, рейд до Індійського океану скасували і «Юдачі» разом із 7 есмінцями зібраного в Мергуї загону вже 8 серпня 1942-го рушив для ескорту крейсерів до Мікронезії (ще два есмінці пішли за ними в охороні кількох танкерів). 21 серпня загін був у районі атола Трук (розташована в центральній частині Каролінських островів головна японська база в Океанії). Надалі «Юдачі» певний час діяв окремо від трьох інших есмінців своєї дивізії, які до другої половини вересня супроводжували спершу лінкор «Муцу», а потім гідроавіаносець «Кунікава-Мару». Що стосується «Юдачі», то він 30 серпня прибув на якірну стоянку Шортленд — прикриту групою невеликих островів Шортленд акваторію біля південного завершення острова Бугенвіль, де зазвичай відстоювались легкі бойові кораблі та перевалювались вантажі для відправлення їх далі на схід. Того ж 30 серпня 1942-го «Юдачі» вийшов у перший транспортний рейс до Гуадалканалу.
1—2 вересня 1942-го «Юдачі» разом зі ще одним есмінцем супроводжували два транспорти, які доставили баржі з Шортленду до Гізо (острів у центральній частині Соломонових островів, за три сотні кілометрів на північний схід від Гуадалканалу), а потім повернулися. 4—5 вересня «Юдачі» та ще 5 есмінців доставили на Гуадалканал тисячу бійців і під час цього ж рейсу потопили два американські швидкохідні транспорти (колишні есмінці), причому саме «Юдачі» відіграв важливу роль у знищенні ворожих кораблів.
У наступні кілька тижнів «Юдачі» неодноразово виходив до Гуадалканалу та надавав вогневу підтримку наземним військам: 6 вересня разом зі ще 3 есмінцями (первісно ціллю був ворожий конвой, проте виявити останній не вдалось і загін провів обстріл аеродрому Гендерсон-Філд); 8 вересня разом з легким крейсером «Сендай» та ще 7 есмінцями; 13 вересня разом з двома іншими есмінцями для підтримки наступу, відомого як битва за хребет Едсона. 16 вересня «Юдачі» та ще 2 есмінці знову спробували перехопити конвой, проте так само не знайшли ворожі судна.
Не припинялись і транспортні рейси, які «Юдачі» здійснив 11 вересня (разом зі ще 2 есмінцями), 20 вересня (у групі із 4 есмінців, 3 з яких вели на буксирі баржі), 2 та 5 жовтня (у кожному випадку в загоні із 6 есмінців), 8 жовтня (цього разу «Юдачі» разом з чотирма іншими есмінцями супроводжував гідроавіаносець «Ніссін», який завдяки своїй швидкості та розмірам гарно годився для доставки на острів важкого озброєння).
9—10 жовтня 1942-го «Юдачі» пройшов з Шортленду до Рабаула (головна передова база японців у архіпелазі Бісмарка, з якої провадились операції на Соломонових островах та сході Нової Гвінеї), звідки разом з трьома іншими есмінцями своєї дивізії вийшов ввечері 12 жовтня для охорони 1-го штурмового конвою до Тассафаронга. На шляху до загону приєднались ще чотири есмінці, які ввечері 13 жовтня вирушили разом із двома транспортами з Шортленду. В ніч проти 14 жовтня конвой почав розвантаження в Тассафаронзі, а з настанням дня втратив унаслідок ударів авіації три судна. Втім, інші три судна та всі есмінці змогли повернутись на Шортленд.
Вже 17 жовтня 1942-го «Юдачі» вийшов у транспортний рейс до Гуадалканалу у складі загону із 3 легких крейсерів та 14 есмінців, а 24 числа рушив туди разом зі ще трьома есмінцями для супроводу легкого крейсера «Юра» в межах операції з артилерійської підтримки наступу наземних військ. У останньому випадку нальоти авіації призвели 25 жовтня до загибелі крейсера та скасування завдання. «Юдачі» надавав допомогу пошкодженому «Юра», потім разом з есмінцем «Харусаме» зняв з нього екіпаж та добив торпедами. 26 жовтня «Юдачі» прибув на Шортленд, звідки виходив 2, 5 та 8 листопада для чергових транспортних рейсів до Гуадалканалу.
Тим часом японське командування готувало проведення до острова великого конвою з підкріпленнями (що в підсумку вилилось у вирішальну битву надводних кораблів біля Гуадалканалу). 11 листопада 1942-го «Юдачі» та ще 4 есмінці вийшли з Шортленду, щоб приєднатись до загону адмірала Абе, який за дві доби до того полишив Трук (у підсумку під командуванням цього адмірала зібралось 11 есмінців). За японським задумом, два лінкори Абе напередодні підходу транспортів мали провести артилерійський обстріл аеродрому Гендерсон-Філд (за місяць до того така операція була здійснена доволі вдало), втім, у ніч проти 13 листопада біля Гуадалканалу загін Абе перестріло американське з'єднання із крейсерів та есмінців, яке зазнало значних втрат, проте зірвало обстріл аеродрому. Існує версія, що в цьому бою «Юдачі» зміг торпедувати важкий крейсер USS Portland (повернувся до виконання бойових завдань лише у травні 1943-го), втім, на цей же успіх претендують есмінці «Інадзума» та «Ікадзучі». Сам «Юдачі», пошкоджений внаслідок ворожого артилерійського вогню, втратив хід, після чого есмінець «Самідаре» зняв з нього 207 вцілілих членів екіпажу (26 моряків загинуло). Оскільки «Самідаре» не вдалось добити пошкоджений корабель торпедою, його корпус залишався в районі бою і з настанням дня був розстріляний USS Portland (через пошкодження керма й далі циркулював біля Гуадалканалу).